# Oberrüti
Oberrüti est une commune suisse du canton d'Argovie, située dans le district de Muri.

Photo aérienne (1957).